# Björnram (adelsätter)
Björnram är namnet på flera svenska adelsätter, vilka förde en eller flera Björnramar i sin heraldiska vapensköld (ram kallas björnens tass). Namnet har också burits av, eller av senare tiders släktforskare tilldelats, utslocknade adelssläkter vars inbördes relationer inte har fullständigt utretts. 
- Björnram af Helgås – en 1643 utdöd svensk adelsätt nummer 204, som skrev sig till Örsjögle och Helgås i Tveta socken i Småland
- Björnram i Finland – utslocknad medeltida frälsesläkt och introducerad adelsätt på svenska riddarhuset som nummer 300
- Björnram från Västergötland – utslocknad medeltida frälsesläkt
- Björnram, Isnässläkten – en frälsesläkt, som skrev sig till Isnäs i Finland, vilken tidigare kallades Lasse Olssons släkt.
- Björnram till Hessleby – en före 1625 utdöd frälsesläkt, som skrev sig till Hessleby utanför Mariannelund